# Okigwe
Okigwe es una localidad del estado de Imo, en Nigeria, con una población estimada en marzo de 2016 de 182 700 habitantes.
Se encuentra ubicada al sur del país, en la zona del delta del Níger, a poca distancia al norte del golfo de Guinea. Por su situación destaca como centro económico, particularmente de la economía ganadera, así como atracción turística.